# Immortal
Immortal je norveški black metal-sastav iz Bergena.

## Povijest sastava
Sastav su 1989. osnovali Abbath i Demonaz, te su svoj prvi studijski album Diabolical Fullmoon Mysticism objavili 1992. Demonaz je 1997. zbog ozljede ruke napustio sastav, te je Abbath preuzeo mjesto gitarista. Demonaz je i dalje ostao uz sastav, za koji piše pjesme te radi kao menadžer. Par puta je mijenjana postava, te su dosad objavili osam studijskih albuma. Za razliku od većine sastava iz drugog vala norveškog black metala, u njihovim pjesmama nema nikavih religijskih ili političkih ideologija.

## Članovi sastava
- Demonaz Doom Occulta - gitara (1990. – 1997.), danas menadžer i tekstopisac sastava
- Apollyon - bas-gitara (2006.-)
- Horgh - bubnjevi (1996.-)

### Bivši članovi
- Jørn Inge Tunsberg - gitara (1990. – 1991.)
- Abbath Doom Occulta - bas-gitara (1991. – 1998.), bubnjevi (1993. – 1995.), gitara (1998. – 2003., 2006. – 2015.), vokali (1991. – 2003., 2006. – 2015.)
- Iscariah - bas-gitara (1999. – 2002.)
- Saroth - bas-gitara (2002. – 2003.)
- Ares - bas-gitara (1998.)
- Armagedda - bubnjevi (1990. – 1992.)
- Kolgrim - bubnjevi (1992.)
- Grim - bubnjevi (1993. – 1994.)

## Diskografija
- Diabolical Fullmoon Mysticism (1992.)
- Pure Holocaust (1993.)
- Battles in the North (1995.)
- Blizzard Beasts (1997.)
- At the Heart of Winter (1999.)
- Damned in Black (2000.)
- Sons of Northern Darkness (2002.)
- All Shall Fall (2009.)
- Northern Chaos Gods (2018.)
- War Against All (2023.)

## Vanjske poveznice
- Službena stranica